# 경상남도농업자원관리원
경상남도농업자원관리원(慶尙南道農業資源管理院)은 지방자치법 제114조에 따라 미곡, 맥류, 그 밖의 중요 농산물의 우량종자를 생산·보급하고, 이의 증산을 도모하기 위하여 설치된 경상남도청 소속기관이다. 경상남도 밀양시 상남면 예평로 127에 위치하고 있다.

## 같이 보기
- 경상남도청